# Arend Vollers
Karl Wilhelm Arend Vollers (* 8. Mai 1931 in Bremen; † 3. September 2023) war ein Bremer Teehändler und galt als einer der erfahrensten Teekenner in Deutschland. Vollers lebte in Syke und leitete über 50 Jahre die Geschäfte des Bremer Teehandelshauses Paul Schrader & Co.

## Leben
Am 24. April 1961 starb der Gesellschafter der Firma Theodor Tiemann, der bis zu seinem Tod die Expansion des Unternehmens vorangetrieben und es auf eine wirtschaftlich feste Basis gestellt hatte. Im Januar 1962 trat Karl Wilhelm Arend Vollers seine Nachfolge an. Er wurde schon damals in der Bremer Gesellschaft und auch unter Teekennern als der deutsche Tee-Papst bezeichnet. Vollers führte eine zunächst 16-seitige Broschüre ein, die später als der erste Katalog des Unternehmens bezeichnet wurde. Ab 1982 bot das Unternehmen unter Vollers zunehmend auch Schmuck, Möbel und Bücher an. Im Gegensatz zu Universalversendern wie Quelle, Otto und neckermann.de stand allerdings immer Tee als Produktgruppe im Vordergrund. Auf Vollers Initiative fanden sich seither in den Katalogen neben den Produkten auch kulturelle Informationen rund um die Ursprungsländer der Teesorten sowie Gebrauchsanweisungen zur Teezubereitung. 2005 trat der heutige Geschäftsführer Michael Rolf die Nachfolge von Arend Vollers an.
Vollers trank nach eigenen Angaben 10–12 Tassen Tee am Tag und erklärte in der Öffentlichkeit häufig z. B. die Feinheiten eines Darjeeling-Tees.
Er verstarb am 3. September 2023.

## Engagement
Durch zahlreiche Reisen in die Produktionsländer des Tees in China und Indien entwickelte sich Arend Vollers zu einem Kenner der Länder Südostasiens. Er veröffentlichte mehrere Bücher über Tee und die Länder seiner Produktion. Mehr als 20 Jahre lang war er Vorsitzender des Freundeskreises des Überseemuseums Bremen, einem ehemaligen Kolonialmuseum. Vollers war zudem Vorsitzender des Ostasiatischen Vereins Bremen.
Zudem engagierte er sich in der Bremer Arbeitsgemeinschaft für Überseeforschung und Entwicklung (Borda). Er war dort stellvertretender Vorsitzender. „Borda“ ist unter anderem in Südostasien und China in der technischen Entwicklungszusammenarbeit aktiv und hilft dort bei Infrastrukturprojekten und beim Aufbau umweltschonender Wasserversorgung.

## Schriften
- Indonesien. Reise in die Teegebiete auf Java und Sumatra. Paul Schrader & Co., Bremen 1987.
- mit Hans G. Adrian und Rolf  L. Temming: Das Teebuch. Geschichte und Geschichten. Anbau, Herstellung und Rezepte. VMA, 1990.
- Die Kunst, Tee richtig zu genießen. Geschichte, Kultur, Herstellung, Sorten. 2002.